# 广宗官署正堂
广宗官署正堂，位于中国河北省邢台市老城西大街，为邢台市广宗县的一个省级文物保护单位，类型为古建筑，公布时间为2001年2月7日。
广宗官署正堂的历史年代为明代。